# Breakwind Ridge
Breakwind Ridge (englisch für Windbrechergrat) ist ein 3 km langer und bis zu 860 m hoher Gebirgskamm mit nordsüdlicher Ausrichtung an der Nordküste Südgeorgiens. Er ragt südwestlich des Kopfendes der Fortuna Bay auf.
Den Namen Breakwind Range erhielt der Gebirgskamm vermutlich durch Wissenschaftler der britischen Discovery Investigations, welche die Fortuna Bay zwischen 1929 und 1930 kartierten. Nach Vermessungsarbeiten zwischen 1951 und 1952 durch den South Georgia Survey wurde die Benennung angepasst, um der eigentlichen Natur der Formation besser gerecht zu werden. Namensgebend ist der Umstand, dass dieser Gebirgskamm heftige Winde aus Südwesten und Westen abhält.